# Guerra del Peloponneso (Tucidide)
La Guerra del Peloponneso (in greco antico: Περὶ τοῦ Πελοποννησίου πoλέμου?, Perí toû Peloponnēsíou polémou) è il resoconto storico sulle vicende della guerra del Peloponneso (431-404 a.C.), la quale fu combattuta tra la Lega peloponnesiaca, guidata da Sparta, e la Lega di Delo, capeggiata da Atene. Fu scritta da Tucidide, storico nonché generale ateniese durante il conflitto. Celeberrima ricostruzione, l'opera è un classico intramontabile e uno dei primi lavori, e capolavori, della storiografia.
Il titolo dell'opera e la divisione in otto libri, realizzati dai filologi alessandrini, sono entrambi posteriori. Infatti, al testo viene attribuito anche il titolo di Storie, come per le Storie di Erodoto d'Alicarnasso.

## Tema
L'opera è un profondo e analitico resoconto cronologico del conflitto che oppose fra il 431 a.C. e il 404 a.C. le due città egemoni nell'antica Grecia, Sparta ed Atene, per il predominio di un'area geografica che si estendeva dall'Asia Minore a Oriente e che arrivava a Occidente nelle colonie greche della Magna Grecia.
I libri comprendono tre fasi precise del conflitto (e il I libro comprende un excursus sul cinquantennio di pace -Pentecontaetia- che precedette il conflitto diretto): lo scontro tra i due colossi Atene e Sparta dal 431 a.C. al 421 a.C., anno della pace stipulata dall'uomo politico e generale ateniese Nicia. La sventurata spedizione ateniese in Sicilia fu iniziata nel 415 a.C. e conclusa nel 413 a.C. con la distruzione della flotta nel porto di Siracusa da parte delle truppe del comandante spartano Gilippo. Infine, la prosecuzione del conflitto fino al 411 a.C.: qui si interrompe il racconto, probabilmente incompiuto. Nelle intenzioni di Tucidide la narrazione sarebbe dovuta proseguire fino alla fine della guerra, nel 404 a.C.

## Contenuto
- I Libro: si apre con una sintesi della storia della Grecia a partire dai primi abitanti fino all'età di Tucidide. Segue una premessa metodologica utile per comprendere l'opera, in quanto l'autore chiarisce il fine che si è proposto e il metodo di indagine utilizzato. Si passa poi agli antefatti che portarono all'ostilità tra Atene e Sparta.
- II Libro: descrive i primi tre anni di guerra peloponnesiaca (431-429 a.C.). Qui si narra di Pericle e, di notevole importanza è l'orazione funebre tenuta dal medesimo, per commemorare i caduti del primo anno di guerra.
- III Libro: copre il periodo dal 428 al 426 a.C., durante il quale gli spartani invasero per la terza volta l'Attica e rasero al suolo Platea, dopo aver massacrato la popolazione locale. Importanti sono anche i fatti di Corcira che spinsero Tucidide a riflettere sul sovvertimento di tutti i valori umani a causa della guerra.
- IV Libro: protagonista è il triennio 425-423 a.C., l'Attica viene invasa nuovamente dagli spartani, la guerra in Sicilia viene momentaneamente conclusa, e gli Ateniesi ottengono alcuni successi.
- V Libro: esso si spinge fino al 416 a.C. La tregua tra Sparta e Atene durò meno di sette anni, violata da provocazioni da parte di entrambe. Fatto peculiare di questo libro è che esso dà l'impressione di essere stato solamente abbozzato.
- VI-VII Libro: sono dedicati alla narrazione dell'impresa in Sicilia con una breve introduzione sulla storia dell'isola.
- VIII Libro: l'ultimo libro narra degli avvenimenti compresi tra il 413-411 a.C. La narrazione si sofferma inoltre sul colpo di Stato dei Quattrocento che rovesciò la democrazia Ateniese e impose l'oligarchia.

### Libro I

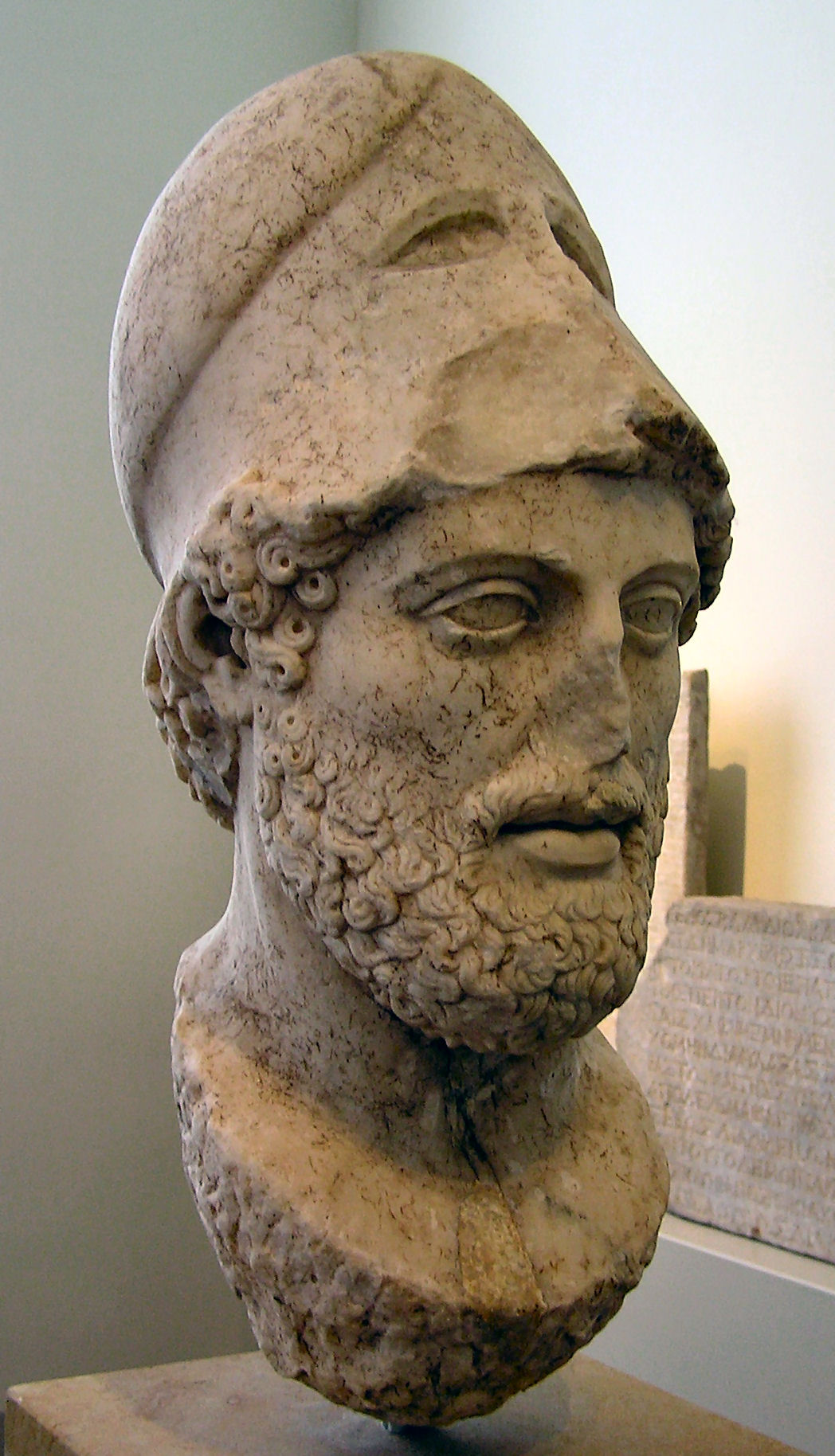
Pericle

Tucidide esordisce con un breve "prologo", in cui racconta la storia della Grecia dall'invasione dei Dori alle guerre persiane, dall'avvento della democrazia di Pericle, fino all'attuale inizio della guerra del Peloponneso, specificandone le cause. Il libro dunque inizia, e si concentra particolarmente sulla presa di Sesto nel 478 a.C., e l'inizio della guerra vera e propria nel 431 a.C.. La parte finale del libro, dopo la presentazione dei fatti precedenti alla guerra, riguarda le nuove modifiche di governo della Lega peloponnesiaca (Sparta), e della situazione di travaglio ad Atene, dove Pericle dichiara guerra a Sparta. Le ultime parti riguardano alcuni punti oscuri della storia greca, come la morte di Temistocle, generale dell'armata greca contro la Persia, e di Pausania, re spartano.

### Libro II
Le prime operazioni di guerra, descritte nel libro, prevedono l'attacco a Platea da parte di Tebe, dacché la città è in accordo con gli ateniesi. Anche Sparta mobilita le forze alleate, ma Atene le respinge sulle coste del Peloponneso. I soldati ateniesi dunque si ritirano nella roccaforte, e Pericle celebra i caduti con un insolito discorso, elogiando e celebrando la superpotenza di Atene, dichiarando che la città è l'esempio stesso della perfezione sotto cui tutta la Grecia ed i suoi nemici devono sottostare. Il politico dunque esorta i combattenti ateniesi a sconfiggere Sparta, mentre prepara un nuovo attacco, ma improvvisamente scoppia un'epidemia di peste che decima la popolazione e le truppe della città, uccidendo Pericle stesso.
Successivamente Atene decide di rimandare lo scontro con Sparta, andando a ricacciare i ribelli nella Tracia e nella Macedonia.

### Libro III

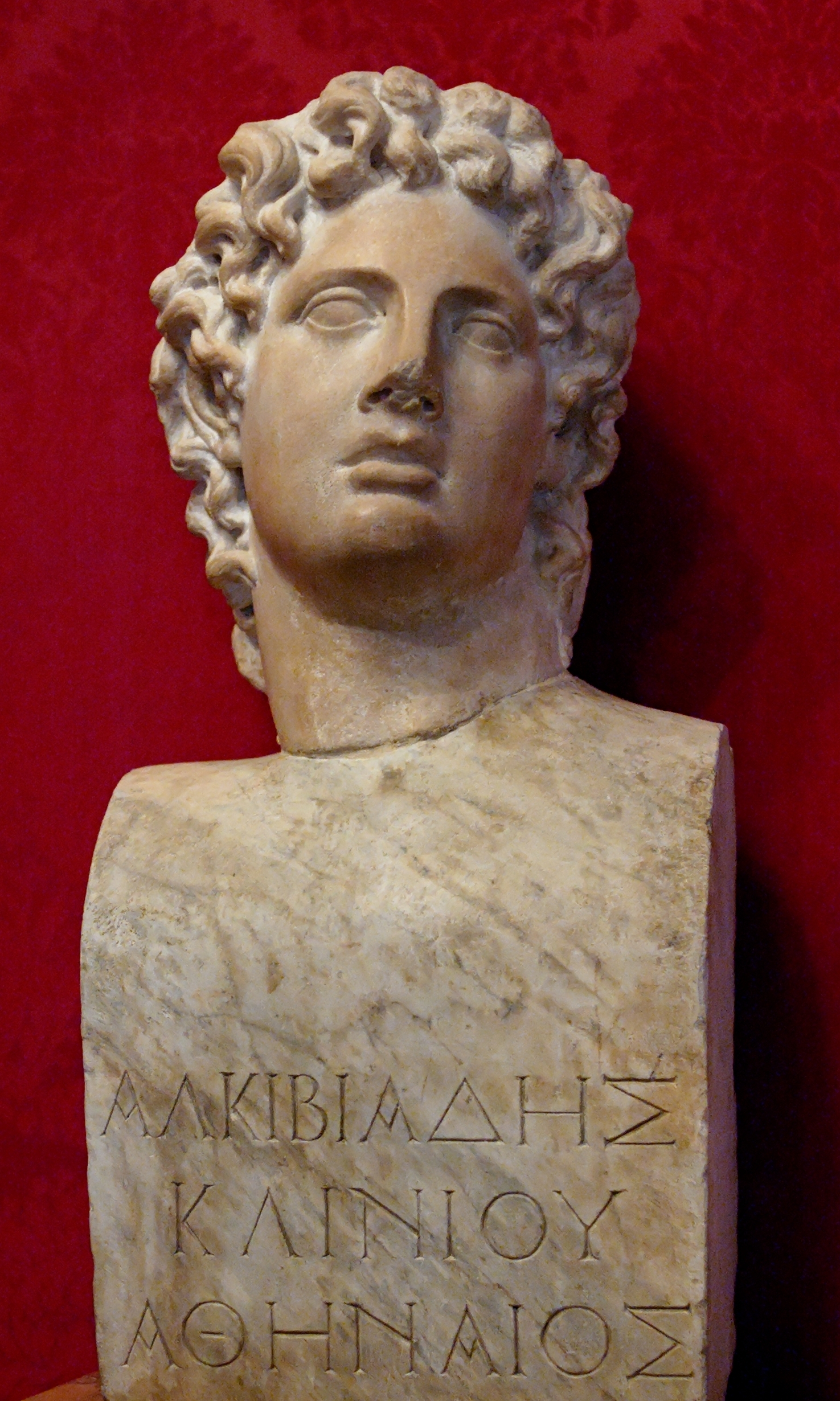
Alcibiade

Il territorio ateniese dell'Attica viene nel frattempo invaso dagli alleati "Peloponnesiaci", sebbene nell'alleata Mitilene scoppi una rivolta, sedata subito da Atene. Il politico Cleone vorrebbe che Atene desse una punizione esemplare, radendo al suolo la città, scontrandosi con l'opposizione. Atene punisce ugualmente gli abitanti di Mitilene, e Sparta risponde attaccando Platea. Atene allora decide di riunire sia i propri politici che quelli della nemica Sparta nell'isola di Corcira. Il dibattito acceso mette a nudo l'impossibilità di collaborazione dei democratici e degli oligarchici.

### Libri IV-V
Sparta tenta un nuovo assalto nell'Attica, venendo fermato da Demostene a Pilo: infatti un contingente spartano viene catturato dagli ateniesi per ricevere informazioni, tuttavia presso Calcidica il capitano spartano Brasida sconfigge in un duro scontro gli ateniesi, costretti a ripiegare. Nel libro V, Tucidide narra la disfatta di Anfipoli, nella Calcidica, dove muoiono entrambi i generali delle due armate nemiche. L'anno è il 421 a.C., e così Atene e Sparta, stremate, decidono di stabilire una tregua: la pace di Nicia. 
Dopo alcun anni di tregua, gli ambasciatori ateniesi si recano nell'isola di Melo, assai vicina strategicamente alle isole del Dodecaneso, sebbene sia stata fondata da Sparta. Il celebre dialogo tra i Meli e gli Ateniesi mostra, dal punto di vista di Tucidide, la spregiudicatezza e la spocchia di questi ultimi, che con la giustificazione di valori della democrazia, tentano di assoggettare tra i loro alleati gli abitanti dell'isola, impedendo a questi di opporsi o di discutere. In questo dialogo Tucidide evidenzia l'ipocrisia e l'ideale di imperialismo presente nella mentalità democratica ateniese.
Questa sorta di dialogo tra gli ambasciatori Ateniesi e le due città era probabilmente un'opera a sé, scritta dallo stesso Tucidide ed inserita successivamente. Indizi di ciò sarebbero le nette differenze con il resto dell'opera e il cambio di registro da narrazione di eventi a dialogo vero e proprio.
La vicenda di Melo è descritta in modo fazioso da Tucidide che vuole dipingere l'evento come exemplum del dispotismo ateniese sugli alleati. Ciò è indubbiamente vero ma l'autore si cura di omettere il particolare che fu Alcibiade stesso, l'erede politico di Pericle (che era visto in una luce positiva da Tucidide in quanto ideologicamente affini), a fare pressione affinché si applicasse la repressione totale nella piccola isola egea.
Inoltre l'autore distorce la realtà dei fatti affermando che l'attacco all'isola fu ingiustificato mentre in realtà sappiamo da fonti successive quali Isocrate che il conflitto era iniziato durante la guerra del Peloponneso quando Melo si era staccata dall'alleanza ateniese violando come Scione e Mitilene le clausole dell'alleanza. Atene rispose con varie incursioni e Melo, verosimilmente, non potendo dichiarare guerra aperta alla lega, finì per avvicinarsi a Sparta inviandogli finanziamenti durante il periodo della pace di Nicia. La vicenda si concluse con l'intervento ateniese a Melo e la distruzione della suddetta che, come si evince dalla stessa opera di Tucidide, aveva opposto una tenace resistenza nella speranza di ricevere aiuto dagli spartani (anche questo è un indizio dei probabili rapporti stanziati tra Melo e Sparta in quegli anni).

### Libri VI-VII
I libri VI-VII narrano la spedizione di Atene a Siracusa, e la sua successiva e definitiva sconfitta. I Meli vengono umiliati e sconfitti dalla flotta ateniese, che successivamente si sposta sulle coste di Siracusa, cercando di assediare la città. Il nuovo generale è il controverso Alcibiade, personaggio scomodo nella società ateniese. Durante il viaggio, tuttavia, Alcibiade è costretto a tornare in patria per lo scandalo della mutilazione di busti di Hermes, di cui è accusato. Alcibiade fugge così a Sparta, dove si allea con il nemico di Atene. Il comando dell'armata ateniese viene affidato a Nicia e Lamaco, che però hanno la peggio in Sicilia. I soldati vengono sterminati, ed i prigionieri rinchiusi nelle Latomie, dove solo alcuni riescono ad ottenere la libertà recitando i versi delle Troiane di Euripide.
La sconfitta degli ateniesi è dovuta non solo alla strenua ribellione dei siracusani, ma anche grazie alle informazioni che Alcibiade ha fornito agli spartani, giunti in tempo a Siracusa, sotto il comando di Gilippo, che hanno sbaragliato senza preavviso la flotta degli Attici. L'anno è il 413 a.C.

### Libro VIII
L'ultimo libro parla delle fasi finali della Guerra del Peloponneso. La notizia della disastrosa spedizione a Siracusa genera sgomento ad Atene, perché due satrapi, Tissaferne e Farnabazo, hanno annunciato la minaccia di un nuovo attacco alla Grecia da parte della Persia. Nel 411 a.C., Atene è scossa da un colpo di Stato oligarchico, mentre i suoi alleati si rivoltano contro la città, ormai sulla via del tramonto. Gli oligarchici instaurano il governo dei "Quattrocento", collegio formato inizialmente da 100 cittadini scelti per designare i 5000 Ateniesi aventi diritto alla cittadinanza, ma che, cooptati altri 300 membri, assunsero di fatto ogni potere, comprese l'attività legislativa e l'elezione dei magistrati. Il resoconto di Tucidide s'interrompe bruscamente con la battaglia di Cinossema (settembre del 411), e si presume che il materiale che doveva essere aggiunto per completare l'opera sia stato usato da Senofonte per l'incipit delle sue Elleniche.

## Il capitolo 26 del V libro
Al capitolo 26 del quinto libro si nota una brusca ripresa del nome dell'autore, seguita poi da una prima persona singolare non spiegabile (il cosiddetto "secondo proemio"): "Ma anche questi avvenimenti sono stati descritti dal medesimo ateniese Tucidide, di seguito come ciascuno avvenne, per estati e inverni, fino a quando i Lacedemoni e gli alleati posero fine all'impero degli Ateniesi e occuparono le lunghe mura e il Pireo. [...] Giacché io mi sono sempre ricordato, dall'inizio della guerra fino alla fine, che da molti si diceva che essa sarebbe dovuta durare tre volte nove anni. Io sopravvissi a tutta la sua durata, giudicando i fatti come me lo consentiva la mia età e osservando, per conoscere ogni cosa con esattezza. E mi capitò di essere esiliato dalla mia terra [...]": molti commentatori antichi (ad esempio Marcellino e Timeo di Tauromenio) non si sono curati di questo forte stacco, utilizzando persino l'affermazione sui vent'anni di esilio dal 423 a.C. per stilare le biografie di Tucidide.
Eppure l'eventualità dell'esilio porta non pochi problemi nella ricostruzione della vita dell'autore: Aristotele, ad esempio, attesta che Tucidide aveva assistito al processo contro Antifonte nel 411 a.C., ben prima della fine dei supposti vent'anni; bisogna però considerare che dopo il disastro in Sicilia fu concessa un'amnistia generale nel 413, e di questa avrebbe potuto beneficiare anche Tucidide. 
Per risolvere questo problema, il filologo classico Luciano Canfora ha ipotizzato che a scrivere in V,26 non sia Tucidide, ma il redattore delle sue opere che, dopo la morte dell'autore avrebbe pubblicato i suoi lavori. E secondo la versione riportataci da Diogene Laerzio nelle sue Vite dei filosofi (Si dice anche che [Senofonte] si impossessò segretamente dei libri di Tucidide, prima sconosciuti, e li pubblicò lui stesso. [...]), il redattore in questione sarebbe Senofonte, al quale sarebbe quindi da riferire la notizia dell'esilio; si spiegherebbe così anche l'interruzione nell'VIII libro e la mancanza del racconto degli ultimi anni della guerra, considerando dunque parte delle Elleniche di Senofonte (1-2, 3, 10) come materiale tucidideo, che in effetti mostra delle discrepanze rispetto al resto dell'opera.

## Temi e analisi

### Il ruolo dello storico per Tucidide

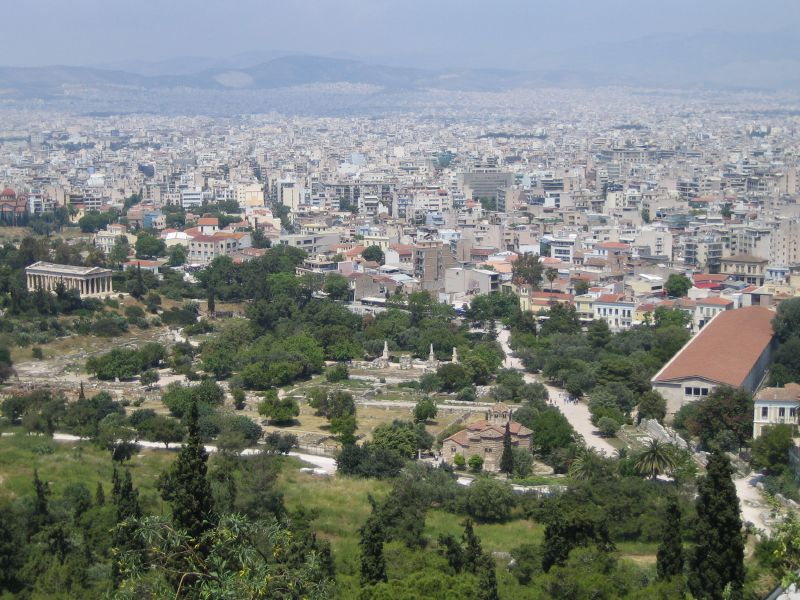
Agorà di Atene

Tucidide è pienamente consapevole del ruolo della "storia" come analisi scientifica dei fatti di un determinato periodo. Infatti a differenza di Erodoto non scrive una storia monumentale di un popolo, ma taglia soltanto una parte della storia della Grecia, ovverosia quella contemporanea, da tramandare ai posteri con il massimo criterio scientifico. Tucidide dunque è il primo ad usare lo stile della monografia, parlando specificamente dei fatti della guerra del Peloponneso. Il movente di Erodoto inoltre era quello di raccontare il meraviglioso e l'esotico, invece quello tucidideo è κτήμα 'ες 'αεί, ossia un possesso per l'eternità, ossia per quegli autori e lettori eruditi e specializzati che desiderano informarsi nella miglior forma possibile dei fatti narrati. Dunque altra differenza con Erodoto, la cui opera era per tutti.
D'altro canto Tucidide era un aristocratico, e non poteva accettare che la sua opera avesse un destinatario tra la plebe, ma soltanto fra la classe degli eruditi e degli intellettuali.

### La politica ateniese

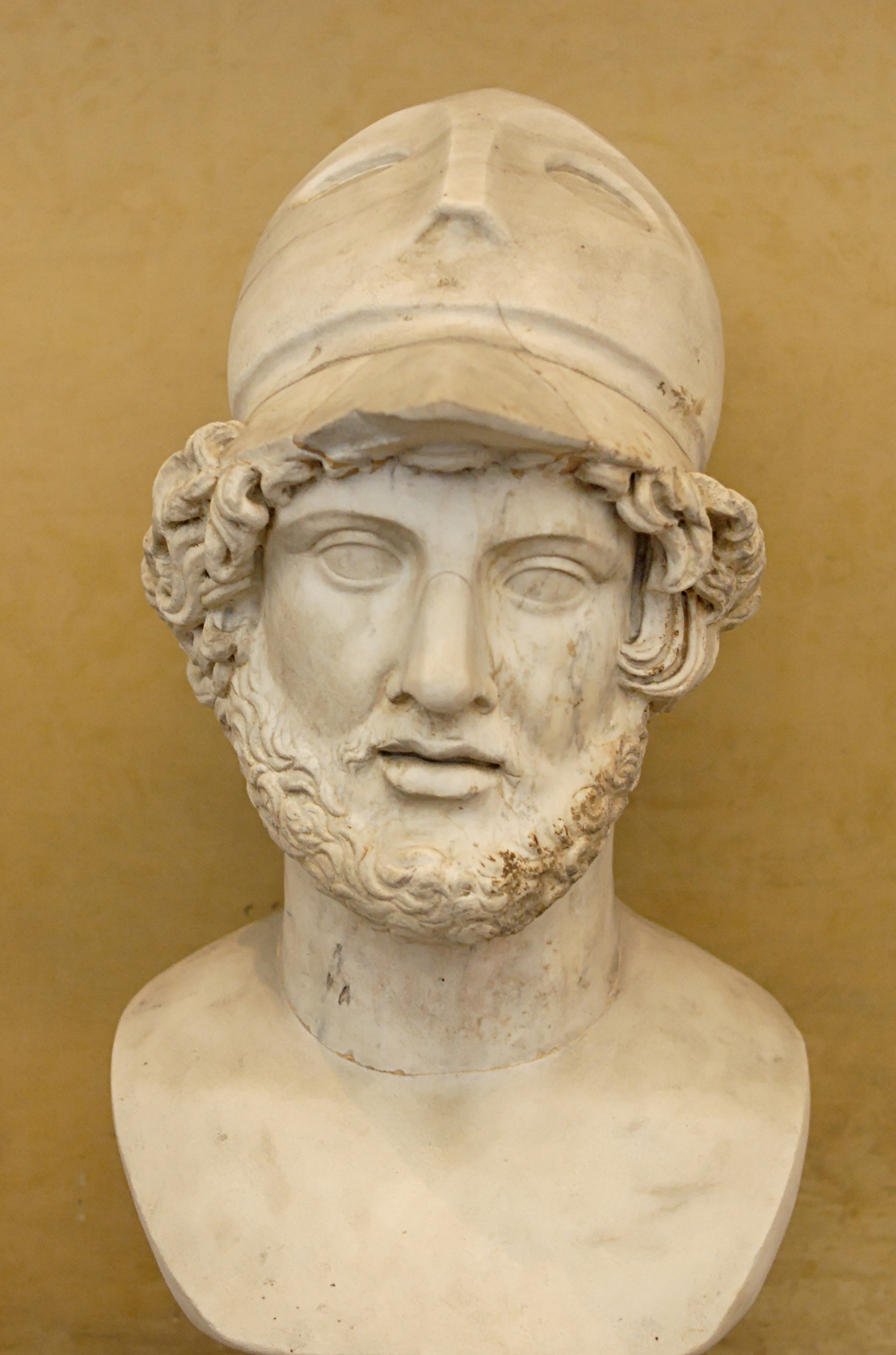
Pericle

Tucidide, benché alcuni critici abbiano sottolineato il suo risentimento nei confronti dell'esilio da Atene per formulare i suoi pensieri, traccia un quadro spietato della società ateniese, e soprattutto della nuova forma di governo della democrazia, tanto esaltata dal rappresentante Pericle. Tucidide, benché polemico, appare nel suo stile il più imparziale possibile, esponendo soltanto con freddezza i fatti che hanno condotto all'implosione della democrazia. Pericle appare più come un tiranno che come un democratico, aristocratico eletto da una cerchia di politici piuttosto che dal popolo, che fa esiliare nemici politici come Cimone perché affiliati al partito spartano, per poi concedere loro "misteriosi favori"; oppure di aver portato nel suo salotto l'etera Aspasia, e di averci concepito due figli, benché la legge ateniese prevedesse che cittadini sarebbero stati soltanto i figli di due ateniesi, e non di straniere, come Aspasia.
Tucidide descrive anche l'empietà dei processi ateniesi, così come verranno sbeffeggiati anche da Aristofane e Cratino, in cui i magistrati e i cittadini, quando desiderano liberarsi di un personaggio scomodo, puntano soprattutto sull'accusa di empietà. Plutarco, benché di parte per Pericle, scriverà che all'epoca ci furono processi contro Pericle per empietà nei suoi rapporti con Aspasia, e soprattutto per le sue relazioni politiche ambigue con Cimone, il quale sarebbe stato appoggiato dalla sorella Elpinice per poter rientrare ad Atene dall'esilio, e ancor di più delle relazioni da prostituta di Aspasia con altri uomini.

### I discorsi di Pericle e l'ambasciata di Melo

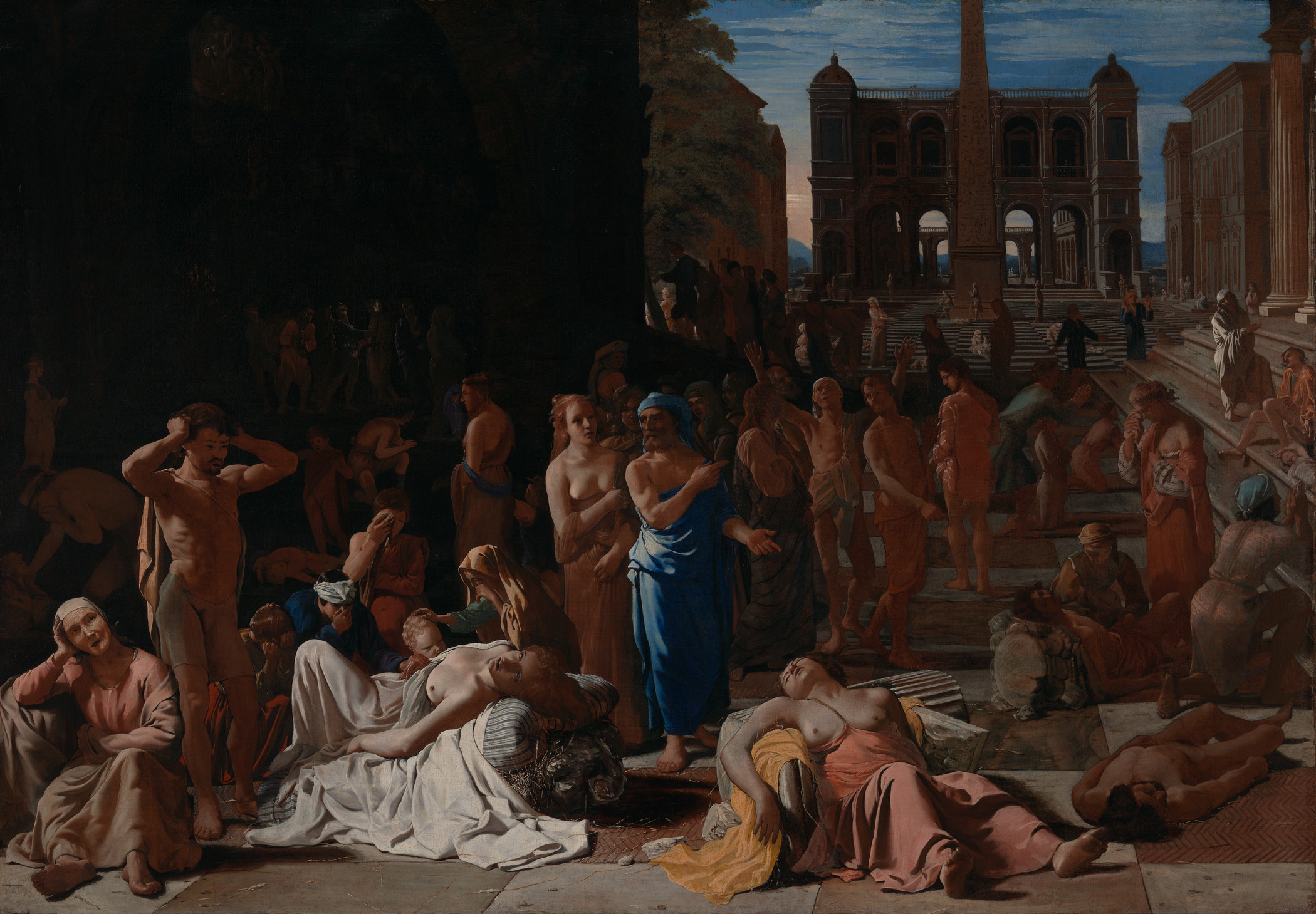
La peste di Atene in un dipinto di Michiel Sweerts

I discorsi di Pericle, specialmente quello del Libro II (capp 34–46), sono il mezzo oratorio importante per il politico di esprimersi al popolo, e di "catturare" il consenso. Pericle adotta la dicotomia "oratore-popolo", ossia i mezzi subdoli che ha il politico, esperto della retorica, di stimolare l'eccitazione popolare, facendo leva sui sentimenti bassi dell'uditorio per spingerlo maggiormente al consenso. Pericle nel discorso in memoria dei caduti ateniesi a Corinto, nel 431 a.C. (alle prime fasi della guerra), trae spunto per osannare l'autorità di Atene che per diritto divino (senza però dare merito agli Olimpi ma divinizzando appunto Atene stessa), per superiorità in bellezza, potenza, cultura, politica e filosofia è tenuta a dover padroneggiare non solo su Sparta l'arcinemica, ma su tutta la Grecia, e in futuro sul mondo intero. Chiarissima dichiarazione di favore all'imperialismo ateniese, benché la politica esterna ateniese, durante il mandato di Pericle, specialmente in Egitto fu molto scadente.
Autori posteri, come Thomas Hobbes, trassero spunto dall'ideale politico tirannico di Pericle per il personaggio del "Leviatano", ossia il monarca che sale al governo grazie proprio al consenso popolare, e successivamente la politica inglese della monarchia parlamentare. Dinanzi ai principi classici della democrazia, il governo pericleo si rivela una vera e propria demagogia popolare, dove prevale l'etica del potere del più forte contro i più deboli.
L'assedio di Melo è uno dei validi esempi dell'aggressiva imperialista ateniese. Dopo l'accordo con Sparta (vista la pace di Nicia del 421 a.C.), Atene inviò la propria strapotente flotta contro la piccola isola. Dopo un assedio durato molto più a lungo di quanto la stessa Atene si aspettasse, l'isola fu costretta alla resa, e Atene applicò una "punizione" spietata: tutti gli uomini adulti furono uccisi e la restante popolazione fu ridotta in schiavitù; pare che anche Alcibiade spingesse per questa soluzione drastica.
Lo storico Luciano Canfora, nel suo volume Il mondo di Atene, sembra sposare la tesi di Isocrate, senza però modificare la critica severa al comportamento di Atene.
Tucidide riporta il discorso, così come quello di Pericle, per poter parlare "con la propria bocca", perché molti critici sostengono che i discorsi della Guerra del Peloponneso, benché rielaborati da discorsi veramente pronunciati, siano stati manipolati da Tucidide per esprimere la sua visione critica contro il governo ateniese. La guerra contro la piccola Melo è un altro esempio, dunque, della crudele propaganda ateniese, la quale per mezzo degli ambasciatori si fa ospitare in privato dai Meli. Già questo rappresenta il fatto che l'ambasciata era più una negoziazione privata, molto importante, e soprattutto perché i Meli temono che gli ateniesi, con la loro capacità oratoria, possano sottomettere la volontà popolare, che appunto aveva deciso la neutralità.
Gli Ateniesi impongono un ultimatum, ordinando a Melo di schierarsi a loro favore, prima di tutto per quantità numerica inferiore a dover sostenere una futura battaglia, secondo perché rifiutandosi di allearsi, avrebbero fornito un esempio alle altre poleis, specialmente alle isole della Lega delio-attica, che avrebbero potuto ribellarsi allo strapotere ateniese. I Meli, di fronte alla spietata statistica di Atene, decidono di usare la possibilità della speranza e dell'idealismo, ossia che saranno salvati dagli Dei, combattendo in battaglia, e se ciò non accadesse, di certo sarebbero ricordati come degli eroi in futuro, e modello per i futuri ribelli della nemica Atene.

### Sguardo sul presente tucidideo
Tucidide, essendo aristocratico, fu educato dai sofisti ad usare il dialogo, e ciò lo si evince nei suoi discorsi oratori nell'opera, ma anche da osservazioni acute sulla natura umana. Lui a differenza dei sofisti, definirà, senza accuse, che l'indole umana è quella dell'antropocentrismo, ossia della fame insaziabile di dover governare sul mondo, anche per mezzo di metodi brutali come la guerra. Anche le cause della guerra tra Atene e Sparta, dopo aver elencato i motivi storici delle scaramucce delle colonie corinzie, Tucidide arriva ad affermare che era scritto che le due superpotenze della Grecia, appunto perché una di esse avesse potuto affermare definitivamente la propria superiorità, sarebbero venute a battaglia.
Tucidide, eseguendo il modello della monografia, è pur sempre legato a dover fornire una breve descrizione della storia della Grecia in generale fino al presente, come di maniera tra gli storici. Pertanto nel Libro I traccia l'"archeologia" (Άρχαιολογία), ossia un memorandum molto semplice e sbrigativo della storia dalle origini mitiche fino al V secolo a.C. Per Tucidide la "storia" è un percorso ciclico, come visto da Esiodo, in cui vi è un periodo d'oro felice, che poi passa all'età di bronzo, all'età del ferro e all'età degli uomini. Quest'ultima parte è l'età della crisi e della sopraffazione degli ideali dello spirito con la tattica e la fredda statistica della politica. Ma Tucidide intende per "crisi" non la fine di un popolo, ma il semplice cambiamento dei poli, ossia il momento di passaggio di uno stadio all'altro, che si verifica con il polemos (la guerra); da qui il tema della τύχη, ossia l'imponderabile, un movimento sovrannaturale e imperscrutabile che muove l'animo umano, anche quello dei più saggi e dei politici più ponderati a compiere azioni contrarie, necessarie, come appunto il regolamento di conti tra Atene e Sparta, che doveva avvenire proprio per motivi di principio verso i canoni di identità popolare che i due centri stessi rappresentavano, nelle loro opposte visioni della politica e della vita sociale.
Ciò in realtà non è da intendere come un percorso di decadenza verso la fine totale, poiché lo storico non esclude il merito di Atene di aver saputo produrre nell'età classica cultura e bellezza grazie alla costruzione di nuove opere pubbliche, alla filosofia e al teatro.

## Stile di Tucidide
Lo stile è molto complesso e ricco di termini tecnici, destinato ad un pubblico elevato. L'importanza sta nel trasmettere "pathos" nei momenti di battaglia, nonostante il rigore storiografico, di saper trasmettere le fonti trascrivendo soltanto i fatti e gli episodi più importanti e significativi per la materia trattata, senza fronzoli e ampollosità linguistiche. Infatti nelle frasi prevale l'ipotassi. Anche i discorsi, benché manifestanti la presenza dell'oratoria, seguono un andamento ritmico e freddo, tipico dello stile attico, senza deviazioni e aggiunta di parole futili. Lo stile Tucidide è presto diventato un modello per gli scrittori storici del futuro. Nei secoli successivi furono molti gli imitatori, tra i quali il più famoso è Polibio (II secolo a.C.). L'opera dello scrittore inoltre ebbe una rapida diffusione nel Rinascimento, con la traduzione di Lorenzo Valla.

## Edizioni italiane

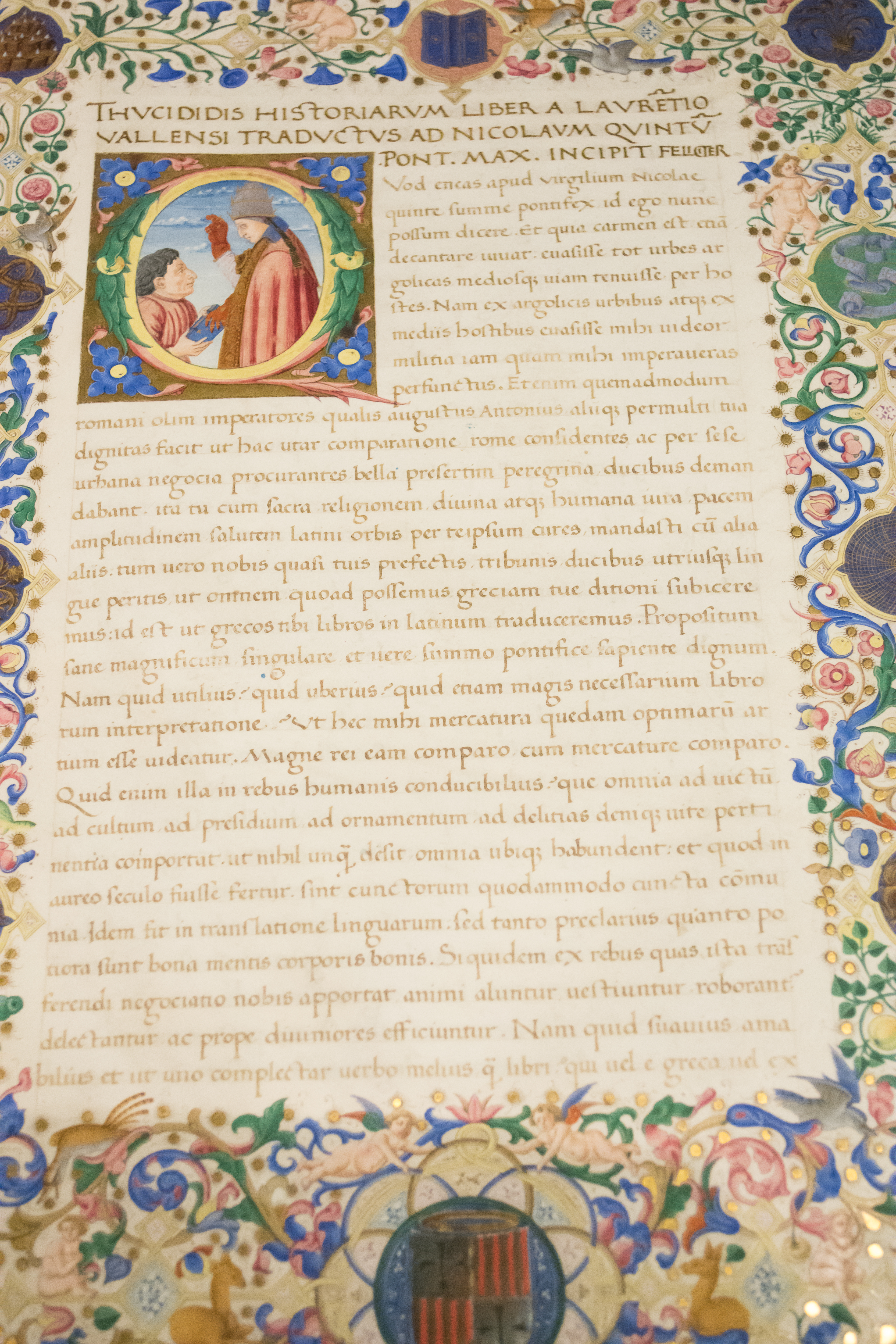
Manoscritto della versione latina tradotta (1450-1499) da Lorenzo Valla, decorata da Francesco di Antonio del Chierico e dedicata al papa Niccolò V.

- Gli otto libri di Thucydide atheniese, delle guerre fatte tra popoli della Morea, et gli Atheniesi. Nuouamente dal greco idioma, nella lingua thoscana, con ogni diligenza tradotta, per Francesco di Soldo Strozzi fiorentino, Vincenzo Vaugris (Valgrisi), Venezia, 1545.
- Delle Storie di Tucidide, trad. Amedeo Peyron, Torino, 1861.
- La guerra del Peloponneso, Nuova Collezione di testi greci e latini, 5 voll. (4 di testo e 1 di commento), Le Monnier, Firenze, 1902-1906.
- Storia della guerra del Peloponneso, passi scelti commentati da Agostino Silvani, introduzione di Giovanni Roberti, Società Editrice Dante Alighieri, Milano-Roma-Napoli, 1912.
- Delle guerre del Peloponneso, trad. di Pietro Manzi con appunti biografici e critici di Lodovico Corio, pp. 325, Sonzogno, Milano, 1927-1930.
- La guerra del Peloponneso. Introduzione e traduzione di Piero Sgroi, Biblioteca Storica, pp. 670, ISPI, Varese-Milano, 1942; Napoli, Edizioni Scientifiche Italiane, 1952, 1968.
- La guerra del Peloponneso, trad. e note di Luigi Annibaletto, 2 voll., Biblioteca Moderna n.300-301, Milano, Mondadori, 1952-1961-1971; Collana Oscar, Mondadori, 1971; Introduzione di Luciano Canfora, Mondadori, 1983-1989.
- La guerra del Peloponneso, Introduzione, trad. e note a cura di Claudio Moreschini, pp. 673, Boringhieri, Torino, 1961-1963; col titolo Erodoto e Tucidide, Introduzione di Giovanni Pugliese Carratelli, Firenze, Sansoni, 1967-1971, 1978, 1990-1993.
- Storie, trad. di Edoardo Noseda, 2 voll., Collana Biblioteca Universale Rizzoli nn.2401-2407, Milano, Rizzoli, 1967.
- Guerra del Peloponneso, introduzione e trad. di Ezio Savino, Collana I grandi libri n.91, Garzanti Libri, Milano, 1974-1989-2013; Collana UEF. I Classici, Milano, Feltrinelli, 2024, ISBN 978-88-079-0462-2. [versione condotta sul testo critico di H.S. Jones e J.E. Powell, Thucydidis Historiae, Oxford 1942]
- La guerra del Peloponneso, introduzione, trad. e note di Ezio Savino, cofanetto di 2 voll., Collana Classici della Fenice, pp. 1312, Guanda, Parma, 1978-1979, ISBN 978-88-77-46148-3.
- Le Storie, a cura di Guido Donini, Collana Classici Greci, 2 voll., pp. 1396, Torino, UTET, 1982, ISBN 978-88-02-03668-7; Gedea, Novara, De Agostini, 2001; UTET, 2007, ISBN 978-88-02-06322-5; UTET, 2005-2014, ISBN 978-88-51-12523-3.
- La guerra del Peloponneso, Introd., trad. e commento di Mauro Moggi, Collana I Classici di Storia. Sezione greco-romana n.38, pp. 1065, Rusconi, Milano, 1984, ISBN 978-88-18-16970-6.
- La guerra del Peloponneso, trad. di Claudio Moreschini rivista da Franco Ferrari, Note di Giovanna Daverio Rocchi, 2 voll., Collana Classici, BUR, Milano, 1985; Introduzione di Moses I. Finley, Collana Classici greci e latini, pp. 1536, BUR, Milano, 1996-2017 ISBN 978-88-17-12964-0; Collana I grandi classici Latini e Greci, Milano, Fabbri Editori, 1996, 2002; Fabbri-Centauria, 2015.
- La guerra del Peloponneso, a cura di Luciano Canfora (Introd., trad. e note al I Libro di L. Canfora, Introd. ai Libri IV e V; Introd., trad. e note ai Libri II, III e VIII di Mariella Cagnetti; trad. ai Libri IV e V di Andrea Favuzzi, e parte delle note; Introd., trad. e note ai Libri VI e VII di Aldo Corcella), 2 voll., Collana Biblioteca Universale n.170 e 174, Laterza, Roma-Bari, 1986. [trad. condotta sull'edizione Oxford 1942, a cura di H. S. Jones riveduta da J. E. Powell]
- La guerra del Peloponneso. Edizione con testo greco a fronte a cura di Luciano Canfora, Collana Biblioteca della Pléiade n.20, Einaudi, Torino, 1996, ISBN 88-446-0036-6; Collana I Classici Collezione, 2 voll., Mondadori, Milano, 2007 ISBN 978-88-04-57145-2.
- La guerra del Peloponneso, Introduzione di Luciano Canfora. Traduzione di Piero Sgroj. Revisione e note di Livio Rossetti in collaborazione con Graziano Ranocchia, Collana Grandi Tascabili Economici, Newton Compton, Roma, 1996-1997-2021, ISBN 978-88-81-83435-8.
- La guerra del Peloponneso, testo, trad. e commento con saggio introduttivo di Ugo Fantasia, Collana Studi e testi di storia antica, ETS, 2003.
- La guerra del Peloponneso, Introduzione di Renzo Tosi. Traduzione e note di Pietro Rosa, Collana Classici Greci e Latini, Santarcangelo di Romagna, Rusconi, 2016, ISBN 978-88-180-3092-1. - Santarcangelo, Foschi, 2016, ISBN 978-88-996-6617-0.